# 1416
1416（千四百十六、せんよんひゃくじゅうろく）は自然数、また整数において、1415の次で1417の前の数である。

## 性質
- 1416は合成数であり、約数は1, 2, 3, 4, 6, 8, 12, 24, 59, 118, 177, 236, 354, 472, 708, 1416である。
  - 約数の和は3600。
  - 約数の和が平方数になる60番目の数である。1つ前は1393、次は1426。
- 312番目のハーシャッド数である。1つ前は1413、次は1417。
  - 12を基とする29番目のハーシャッド数である。1つ前は1380、次は1452。
- 14162 + 1 = 2005057であり、n 2 + 1 が素数になる154番目の数である。1つ前は1410、次は1420。(オンライン整数列大辞典の数列 A005574)
- 約数の和が1416になる数は1個ある。(1059) 約数の和1個で表せる216番目の数である。1つ前は1410、次は1424。
- 各位の和が12になる111番目の数である。1つ前は1407、次は1425。

## その他 1416 に関連すること
- 西暦1416年
- 各種携帯電話事業者の留守番電話再生ダイヤル番号
- ユニットバス（浴室）等の建築ユニットサイズ表記の一種。1.4m×1.6m → 1418を参照。

など。